# Héros (album de Shy'm)
 (octobre 2017).
Si vous disposez d'ouvrages ou d'articles de référence ou si vous connaissez des sites web de qualité traitant du thème abordé ici, merci de compléter l'article en donnant les références utiles à sa vérifiabilité et en les liant à la section « Notes et références ».
Pour les articles homonymes, voir Héros (homonymie).
Albums de Shy'm
À nos dix ans
(2015) Agapé
(2019)
Singles
1. Mayday (feat. Kid Ink)
Sortie : 3 février 2017
2. Si tu m’aimes encore
Sortie : 6 juillet 2017
3. Madinina
Sortie : 9 février 2018

Héros est le sixième album studio de la chanteuse française Shy'm, sorti le 1ᵉʳ septembre 2017 sous le label Warner Music France. Cet album marque le retour de l’artiste après une pause de deux ans, proposant un mélange de pop, de variété française et d’influences urbaines.
L’album ne s’est vendu qu’à 30.000 exemplaires, il s’agit du premier album non certifié de la chanteuse. La pochette de l'album a été photographiée par Pierre et Gilles. Afin de promouvoir cet album, Shy'm a lancé une tournée de concert intimiste baptisé Concerts Exceptionnels entre le mois de mars et septembre 2018.

## Contexte et production
Le 12 février 2016 et seulement quatre mois apres la fin du Paradoxale Tour, il est annoncé que Shy'm a commencé à travailler sur son sixième album, un album divertissant avec pour mission de faire danser le public sur des rythmes légers et populaires, un album qui se rapprocherait davantage de Prendre l'air et Caméléon que Solitaire. Le  25 août 2017, la chanteuse révèle la signification du titre de son nouveau projet, "H.E.R.O.S", ou « Héros, Enfants aux Rêves Obstinément Sublimes » : « Commençons par là... Car du rêve, la vie nait, la vie s'autorise, se savoure... Mais toujours dans un unique but, celui de toucher les étoiles en faisant de sa route un chemin exceptionnel, extraordinaire. Celui qu'on voit dans les films, dans nos souvenirs et images héroïques. La quête du Beau. Tel qu'il soit. Dans un monde réel, nous sommes tous les héros de notre propre vie... Là où se trouve le vrai courage et la vraie beauté d'existe » confie Shy'm dans une note expliquant la genèse de cet album, cher à son cœur, la plupart des morceaux ayant été coécrit par cette dernière, accompagnée de Louis Côté et de son mentor Cyril Kamar (K-Maro).

## Sortie et pochette
Le 16 juin 2017, Shy'm révèle sur les reseaux sociaux la pochette de son nouvel album, dont la sortie est programmé le 1er septembre 2017. Il s'agit d'une création du duo Pierre et Gilles où la chanteuse apparait cheveux blonds et courts dans une tenue en cuir rappelant celle d'une super héroïne.

## Promotion
- Le 3 février 2017 sort le premier single Mayday.
- Le 4 février 2017, la chanteuse présente son premier single en live dans Danse avec les stars : le grand show sur TF1 aux côtés de son partenaire de l'émission, Maxime Dereymez.
- Le 5 mai 2017 sort le second single Si tu m'aimes encore. Le clip, lui, sort le 6 juillet 2017[4] et se trouve être la suite du clip Medicine sorti un an plus tôt.
- Le 28 juillet 2017 sort le titre Vraiment sur les plateformes de téléchargements[5].
- Le 25 août 2017 sort le titre Héros sur les plateformes de téléchargements[2].
- Le 1er septembre 2017 sort l'album Héros.
- De septembre 2017 à janvier 2018, Shy'm stoppe la promotion de son album pour présenter la nouvelle saison de Nouvelle Star et assurer la promotion de différents programmes du groupe M6.
- Le 9 février 2018, la promotion de l'album reprend avec la sortie du troisième et dernier single Madinina[6].
- Le 3 mars 2018, Shy'm lance le coup d'envoi à Lille de sa troisième tournée : Concerts Exceptionnels, un show plus intimiste que ses deux précédentes tournées.

## Liste des titres
| 1.  | Mayday (feat. Kid Ink) | Cyril Kamar, Kid Ink, Thierry F               | 3:23 |
| 2.  | Où es-tu ?             | Cyril Kamar, Louis Coté                       | 3:41 |
| 3.  | Work It                | Louis Coté, Nacim Zitouni, Tamara Marthe      | 3:25 |
| 4.  | Héros                  | Louis Coté, Tamara Marthe                     | 3:48 |
| 5.  | Vraiment               | Louis Coté, Tamara Marthe                     | 3:49 |
| 6.  | Si tu m’aimes encore   | Cyril Kamar, Louis Côté                       | 3:23 |
| 7.  | Madinina               | Cyril Kamar, Louis Coté, Tamara Marthe        | 3:41 |
| 8.  | Puisque                | Louis Coté, Rodrigue Janois, Tamara Marthe    | 3:03 |
| 9.  | Doucement              | Louis Coté, Nacim Zitouni, Tamara Marthe      | 4:18 |
| 10. | Sunshine               | Cyril Kamar, Louis Côté                       | 2:59 |
| 11. | Salut Salaud           | Tamara Marthe, Tristan Salvati, Yohann Malory | 2:51 |
| 12. | Encore                 | Cyril Kamar, Louis Coté                       | 3:40 |

| 13. | Combien       | Louis Coté, Tamara Marthe                                                      | 3:54 |
| 14. | Lentement     | Cyril Kamar, Louis Côté                                                        | 3:54 |
| 15. | Il Faut Vivre | Audrey Leclerc, Laura Christin, Romain Adamo, Samanta Cotta, Zaccharie Schutte | 3:25 |
| 16. | Tandem        | Franck Langolff, Serge Gainsbourg                                              | 3:02 |

## Réception

### Critiques
Héros reçoit généralement des critiques positives lors de sa sortie. Charts in France considère que « Shy'm a voulu se faire plaisir en retrouvant ses anciens codes (Madinina est un peu la suite de Femme de couleur) » et annonce que les fans se réjouiront ainsi de retrouver l'énergie positive de leur idole sur Où es-tu, un titre diablement accrocheur, Héros, titre tempo électro-pop et les ballades Si tu m'aimes encore, « touchant avec ses répétitions désespérées » et la ballade finale Encore impressionne. Le site adresse une note de 3.5/5.